# Christina Pickles
Christina Pickles, (née le 17 février 1935à Wakefield ou Halifax dans le Yorkshire en Angleterre) est une actrice britannico-américaine.
Elle est apparue dans plusieurs séries télévisées comme Roseanne, Matlock, Diagnostic : Meurtre, Arabesque ou encore Friends.

## Biographie
Elle a reçu une nomination aux Emmy Awards pour le rôle de l'infirmière Helen Rosenthal dans la série Hôpital St Elsewhere.
Christina Pickles a joué la mère d'Harmon Rabb dans JAG et celle de Ross et Monica Geller dans Friends. Elle joue la grand-mère de Lily dans How I Met Your Mother.
Elle a aussi joué dans de nombreux films dont Les Maîtres de l'univers en 1987, Wedding Singer : Demain, on se marie ! en 1998 ou le deuxième volet de George de la jungle en 2003. En 1996 elle interprète Caroline Montaigu dans le Roméo + Juliette de Baz Luhrmann.
Elle est naturalisée américaine.

## Filmographie

### Cinéma
- 1974 : La Reine du mal : Nicole Blackstone
- 1978 : Rush It : Eve
- 1987 : Les Maîtres de l'univers : la sorcière du Château des ombres
- 1994 : Légendes d'automne : Isabel Ludlow
- 1996 : No Easy Way : Miss Livingston
- 1996 : Grace of My Heart : Madame Buxton
- 1996 : Roméo + Juliette : Caroline Montaigu
- 1997 : Le Petit Dinosaure : L'Île mystérieuse : Elsie
- 1998 : Wedding Singer : Demain, on se marie ! : Angie Sullivan
- 1999 : Valerie Flake : Meg Darnell
- 1999 : Poseidon's Fury: Escape from the Lost City : Déesse, gardienne du temple (court-métrage)
- 2002 : Les agents doubles : Angela Porter
- 2002 : Julius and Friends: Yeti, Set, Go : La narratrice (court-métrage)
- 2003 : Sol Goode : La mère de Sol
- 2003 : George de la jungle 2 : Beatrice Stanhope
- 2008 : Immigrants (L.A. Dolce Vita) : Harriet
- 2008 : Collectibles : La narratrice (court-métrage)
- 2011 : Atlas Shrugged: Part I : Mère Rearden
- 2013 : Live at the Foxes Den : Madame Ducksworth
- 2014 : Wild & Precious : Bea (court-métrage)
- 2019 : Connie + Consuelo : Connie (court-métrage)
- 2019 : Five Old Comedy Writers Talking Sh*t (court-métrage)

### Télévision
- 1971-1972 : Haine et Passion : Linell Conway (5 épisodes)
- 1977 : The Andros Targets : Miss Fuller (1 épisode)
- 1977-1979 : Un autre monde : Comtesse Elena de Poulignac (52 épisodes)

- 1981 : The White Shadow : Professeur (1 épisode)
- 1982 : Lou Grant : Elsa (1 épisode)
- 1982-1988 : Hôpital St Elsewhere : Infirmière Helen Rosenthal (137 épisodes)
- 1984 : It Came Upon the Midnight Clear : Chris (téléfilm)
- 1985 : Space : Miss McKellar (mini-série)
- 1988 : Madame est servie : Laura (1 épisode)
- 1988 : Roseanne : La vendeuse de parfums (1 épisode)
- 1988 : Sacrée Famille : Miss Ruth Hobart (2 épisodes)
- 1988 : Tales from the Hollywood Hills: Golden Land : Irene (téléfilm)
- 1989 : The People Next Door : Cissy MacIntyre (10 épisodes)
- 1989 : Passeport pour l'enfer : Charlotte (téléfilm)

- 1990 : Nick Mancuso, les dossiers secrets du FBI : Juge Kinney (1 épisode)
- 1991 : Dans la chaleur de la nuit : Dr. Lureen Allcott (1 épisode)
- 1991 : Veronica Clare : Kelsey Horne (3 épisodes)
- 1992 : Laurie Hill : Mary (2 épisodes)
- 1992 : Matlock : Diana Huntington (2 épisodes)
- 1992 : Cauchemar en plein jour : Sarah Jenner (téléfilm)
- 1993 : A Twist of the Knife : Marilyn Cabot (téléfilm)
- 1994 : New York café : Miss Tynan (1 épisode)
- 1994 : Les Sœurs Reed : Didi Poncell (1 épisode)
- 1994 : Les Tronches 4 : Tippy (téléfilm)
- 1994-2003 : Friends : Judy Geller (19 épisodes)
- 1995 : Cybill : Betty (1 épisode)
- 1995 : Arabesque : Susan McGregor (1 épisode)
- 1995 : Une nounou d'enfer : Infirmière (1 épisode) (S02 E21)
- 1996 : Diagnostic : Meurtre : Bea Michaels (1 épisode)
- 1996-1998 : Les Dessous de Palm Beach : Evelyn St. John (2 épisodes)
- 1997 : Les Anges du bonheur : Stephanie Hancock (1 épisode)
- 1997 : Weapons of Mass Distraction : Frieda Messinger (téléfilm)
- 1998 : La Vie à cinq : Barbara (1 épisode)
- 1998 : Le Caméléon : Felicia Pratt (1 épisode)
- 1998 : Monday After the Miracle : Kate Keller (téléfilm)
- 1998 : Miss Murphy Mène l'Enquête : Mim Sanburne (téléfilm)
- 1998-2000 : JAG : Trish Burnett (3 épisodes)
- 1999-2000 : La Famille Green : Elizabeth Parker (22 épisodes)

- 2000 : Tucker : La grand-mère de Tucker (1 épisode)
- 2000 : La Famille Delajungle : Mali (2 épisodes)
- 2002 : Ginger : La professeur de Carl (1 épisode)
- 2003 : Dragnet : Helena Rosemont (1 épisode)
- 2003 : Legally Blonde : Professeur Abbott (téléfilm)
- 2004 : Division d'élite : Florence Hayes (1 épisode)
- 2004 : Le Roi de Las Vegas : Barbara Walters (1 épisode)
- 2004 : Kat Plus One : Gloria (téléfilm)
- 2006 : Médium : Madame Walker (1 épisode)
- 2007 : Haine et Passion : Linell Conway (3 épisodes)
- 2007 : Une famille pour Noël : Madame Pendergast (téléfilm)
- 2009 : Privileged : Madame Bennington (1 épisode)
- 2009 : La Jeune Fille aux fleurs : Evangeline Walker (téléfilm)
- 2009-2011 : How I Met Your Mother : Rita Aldrin (2 épisodes)

- 2011 : Retired at 35 : Judy (1 épisode)
- 2011 : Cherche partenaires désespérément : Hazel (1 épisode)
- 2012 : Childrens Hospital : La mère de Glenn (1 épisode)
- 2013 : Animal Practice : Sabrina French (1 épisode)
- 2014 : Rush : Madame Atchison (1 épisode)
- 2014 : Growing Up Fisher : Dr. La Croix (1 épisode)
- 2015-2018 : Break a Hip : Biz (16 épisodes)
- 2016 : Bella et les Bulldogs : Doris Mekkena (1 épisode)
- 2016 : The Death of Eva Sofia Valdez : Astrid Monroe (téléfilm)
- 2017 : Appartements 9JKL : Lenore (1 épisode)
- 2017 : Great News : Gram (2 épisodes)
- 2017 : Doubt : Affaires douteuses : Gail Meyers (3 épisodes)
- 2017-2018 : Les Griffin : Différents personnages (3 épisodes)
- 2019 : Dollface : Sylvia (1 épisode)
- 2021 : Tuca and Bertie : La gardienne du phare (1 épisode)

### Jeux vidéos
- 2005 : Friends: The One with All the Trivia : Judy Geller
- 2007 : Conan : la narratrice